# Tambours et Trompettes
Tambours et Trompettes (Pauken und Trompetten) est une pièce de théâtre du dramaturge allemand Bertolt Brecht écrite quelques mois avant sa mort en collaboration avec Benno Besson. Elle est créée en 1955 dans une mise en scène de Besson et avec une musique de Rudolf Wagner-Régeny (de). Il s'agit d'une réadaptation d'une comédie du XVIIIe siècle de George Farquhar, The Recruiting Officer (en).

## Synopsis
Victoria, fille du juge d'une petite localité où a été envoyé Plume, recruteur pour le roi dans le cadre de la guerre de Sécession américaine, tombe amoureuse de lui. Elle décide alors de se déguiser en enseigne pour pouvoir l'accompagner.

## Traductions
- Bertolt Brecht (trad. Geneviève Serreau), « Tambours et Trompettes », dans Bertolt Brecht, Théâtre Complet, Paris, L'Arche, 1979, 344 p.[3]

## Mises en scène
- 1955, mise en scène Benno Besson, Berliner Ensemble[1]
- 1969, mise en scène Jean-Pierre Vincent, Théâtre de la Ville[4]